# We Will Rock You
"We Will Rock You" é um single da banda britânica de rock Queen, também faixa de abertura do álbum News of the World e um dos maiores sucessos do grupo. A revista Rolling Stone a classificou como a 330ª das melhor canção de todos os tempos em 2004, enquanto a RIAA a pôs na 146ª posição dentre as músicas do século. Em 2009, "We Will Rock You" foi introduzida no Grammy Hall of Fame.
À exceção de que os últimos 30 segundos possuem um solo de guitarra de Brian May, a canção é majoritariamente a capella com palmas e pés produzindo ritmo. Em 1977, "We Will Rock You" e "We Are the Champions" foram lançadas em um single duplo. Assim, muitas estações de rádio passaram a executar as canções, como se fossem uma só.
Desde o seu lançamento, "We Will Rock You" foi referenciada, remixada, executada e parodiada por vários artistas, programas de TV, filmes e outros meios de comunicação em todo o mundo. Sua batida memorável foi e é usada por arenas esportivas em todo o mundo como um grito de guerra para o time da casa.

## Integrantes
- Freddie Mercury – vocais, palmas, batidas
- Brian May – guitarra, vocais de apoio, palmas, batidas
- John Deacon – palmas, batidas
- Roger Taylor – vocal de apoio, palmas, batidas

## Versão de Five
A boy band britânica Five lançou um cover de "We Will Rock You" em 17 de julho de 2000. Foi o quarto single lançado de seu segundo álbum de estúdio, Invincible (1999). A música apresenta dois membros do Queen: Brian May na guitarra e Roger Taylor na bateria; no entanto, eles não cantam nenhum vocal na faixa. Freddie Mercury morreu em novembro de 1991, quase uma década antes do lançamento desta versão, e John Deacon se aposentou da vida pública três anos antes do lançamento da cover do Five.
A canção alcançou o primeiro lugar no UK Singles Chart, tornando-se o segundo single número um do Five, e seu nono hit consecutivo no top 10. 

### Lista de faixas
"Megamix" consiste em quatro canções de Five: "Don't Wanna Let You Go", "If Ya Gettin 'Down", "Keep On Movin'" e "We Will Rock You". As versões europeia e australiana de "Megamix" omitem "We Will Rock You". 
UK CD1
1. "We Will Rock You" (radio edit) – 3:08
2. "Keep On Movin'" (The Five-A-Side Mix) – 3:32
3. "We Will Rock You" (video—enhanced track)

UK CD2
1. "We Will Rock You" (radio edit) – 3:08
2. "Megamix" – 4:19
3. "Megamix" video (enhanced track)

UK cassette single
1. "We Will Rock You" (radio edit) – 3:08
2. "Keep On Movin'" (The Five-A-Side Mix) – 3:32
3. "Megamix" – 4:19

European CD single
1. "We Will Rock You" (radio edit) – 3:08
2. "Megamix" – 4:19

Australian CD single
1. "We Will Rock You" (radio edit) – 3:08
2. "Megamix" – 4:19
3. "Keep On Movin'" (The Five-A-Side Mix) – 3:32
4. "We Will Rock You" (video—enhanced track)